# Jihlavský jazykový ostrov

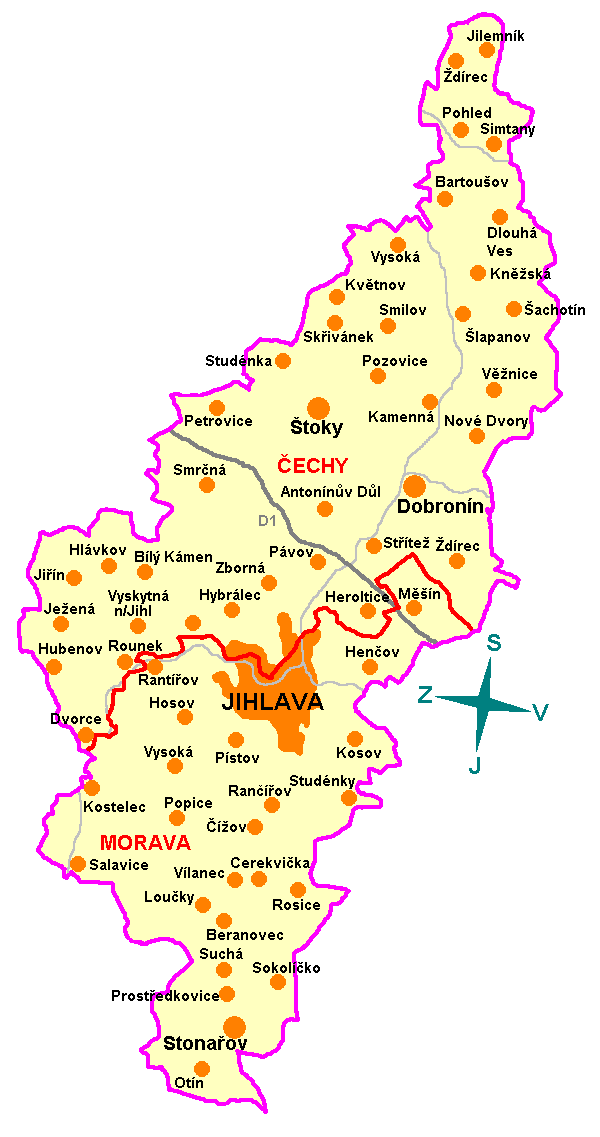
Rozsah jihlavského jazykového ostrova. Červeně napříč územím vyznačena česko-moravská zemská hranice.

Jihlavský jazykový ostrov  (německy Iglauer Sprachinsel) tvořil souvislý pás území na pomezí Čech a Moravy v okolí dnešního města Jihlava. Byl nejvýznamnější německou jazykovou enklávou v českých zemích, která zahrnovala 79 převážně německých obcí a samotného města Jihlavy (německy Iglau), které bylo přirozeným centrem daného regionu. Za další, druhotná centra lze považovat obce Stonařov a Štoky. Z geografického hlediska jde o oblast, která je protáhlá v severojižním směru a představuje rozlohu přibližně o velikosti 43 x 18 km.
Vychází se tedy z obecného vnímání pojmu „jazykový ostrov“ jako označení oblasti, ve  které se převážně používá jeden jazyk, a která se celá nachází uvnitř oblasti, ve které se převážně používá jiný jazyk.

## Osídlení Němci
V minulosti lze vystopovat osídlení jihlavského jazykového ostrova Němci v souvislosti s takzvanou vnitřní kolonizací řídce osídlených oblastí, kterou na Vysočině podnítila hlavně těžba stříbra, přibližně v období od konce 12. století a průběžně i ve 13. století. 
Další, tzv. „druhá“ kolonizační vlna z německých zemí přišla po třicetileté válce, aby nahradila úbytek obyvatelstva, jenž byl způsoben válečnými útrapami, následnými hladomory a epidemiemi, nucenou emigrací z regionu následkem rekatolizace po porážce stavovského povstání na Bílé hoře. I v této kolonizační vlně dominovala německá šlechta, takže se v původně slovanském prostředí postupně vytvořily silně germanizační komunity, které díky své soudružnosti získaly postupem času dokonce majoritní postavení.
Tento jev byl výrazný zejména ve větších obcích a hlavně samotné Jihlavě, kde Němci brzo vytvořili bohatou vrstvu patriciátu, pronikli do městské správy a dosahovali rozhodujícího postavení, což si pochopitelně vyžádalo i první sociální střety s českou (již) minoritou.

## Od počátku novověku

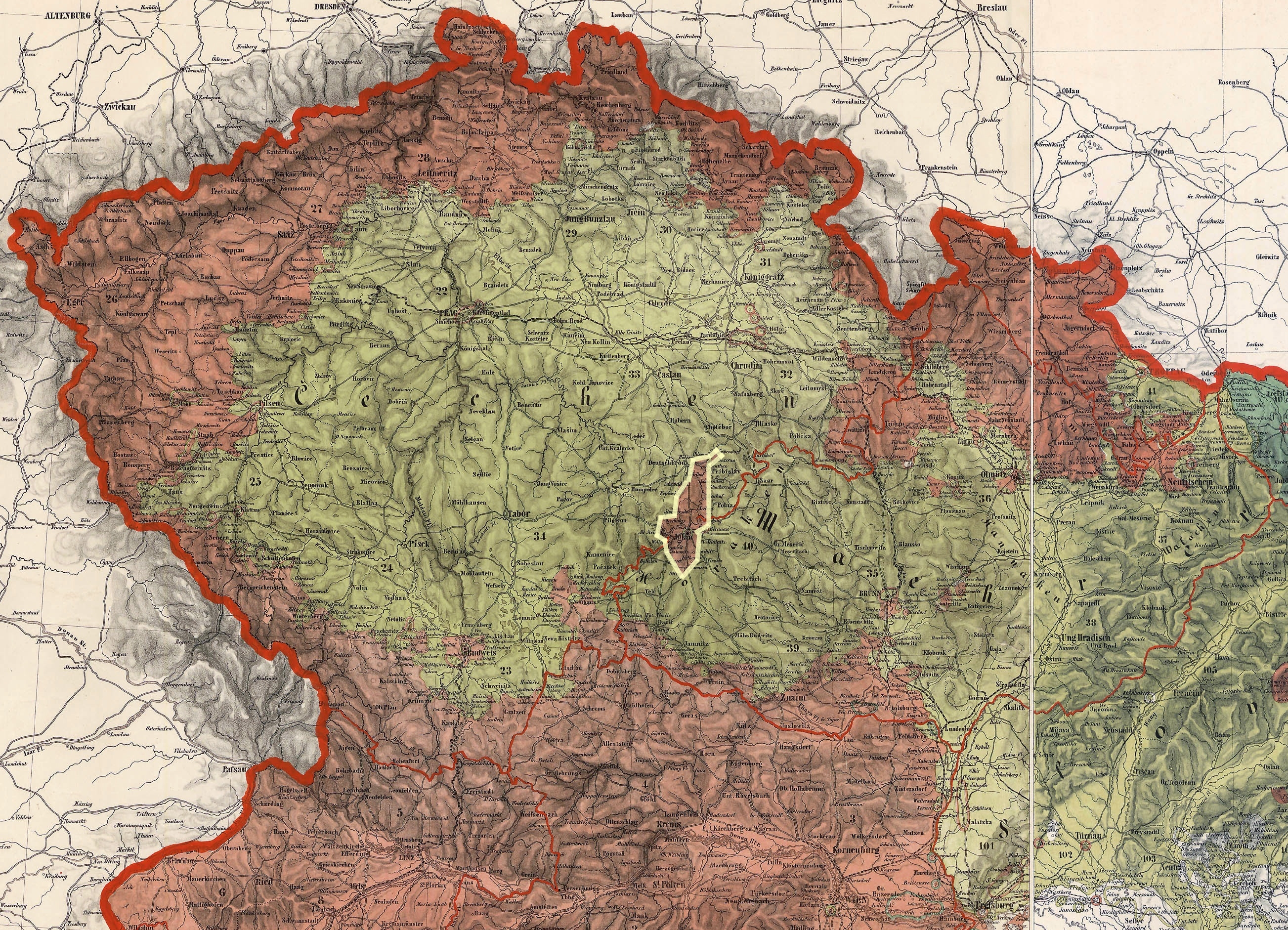
Poloha jazykového ostrova v rámci Českého království v roce 1855

Jihlava tak měla v 1. polovině 15. století zjevnou velkou převahu německého obyvatelstva a česká menšina dosahovala asi 10 procent obyvatel. Byla v této době tedy nejněmečtější z velkých moravských měst (Brno, Olomouc, Znojmo). Během husitských revolucí se tak díky tomuto rozložení obyvatelstva stala Jihlava baštou katolicismu a nepostavila se na stranu husitů a pak byla dokonce husity několikrát neúspěšně obléhána.
Vývoj od 16. století po začlenění českého království do habsburské monarchie a hlavně po bitvě na Bílé hoře logicky upřednostnil německý vliv i v ryze českých oblastech. Jednak následkem dominance němčiny v rámci habsburské monarchie a jednak následkem rekatolizace.
Podle výsledků sčítání lidu z roku 1880 žilo jihlavském jazykovém ostrově (označovaném jako ostrov štocký) 11 583 Němců (respektive osob, uvádějících německou obcovací řeč) a 3 696 Čechů. V ostrově byly obce smíšené, jedinou obcí s čistě německým obyvatelstvem byly Vilémovské Chaloupky.
Podle výsledků sčítání lidu z roku 1910 žilo v samotné Jihlavě pak 21 756 Němců (respektive osob, uvádějících německou obcovací řeč) a 5 974 Čechů, v ostatních obcích Jihlavského jazykového ostrova přibližně 18 400 Němců a 6 100 Čechů. 
Za první světové války se objevily i první výraznější rozpory mezi Čechy a Němci, kdy se prakticky všichni Němci v Jihlavě ztotožnili s rakouským nacionalismem, zatímco mezi českým obyvatelstvem převládala protirakouská nálada a poměrně výrazný byl i tlak německy mluvícího obyvatelstva na vytvoření tzv. Deutsch Böhmen při vzniku Československa (dne 3. listopadu 1918 dokonce prohlásili představitelé německé národní rady území jihlavského jazykového ostrova za součást tzv. Německého Rakouska), který však skončil neúspěšně. Tento již významný projev prohlubujících se rozporů mezi česky a německy mluvícím obyvatelstvem se později naplno projevil ve 30. letech 20. století v souvislosti s nástupem nacistického hnutí v Německu a nástupu Hitlera k moci. 
Pragmatický byl i přístup obyvatel Jihlavy, kdy během druhé světové války se změnil poměr obou národností na dvě třetiny Němců a jednu třetinu Čechů, když řada Jihlavanů, kteří se do té doby počítali k české národnosti, se přihlásila k Němcům. 

## Postupim 1945 a důsledky
O odsunu Němců z Československa se rozhodlo prakticky již na postupimské konferenci v červnu 1945 a i když se odsun nevztahoval na všechny německy mluvící skupiny obyvatelstva, z praktického hlediska došlo k jejich téměř úplnému odsunutí.
9. května 1945 se Rudá armáda stáhla spolu s českými partyzány. Německým obyvatelům bylo zakázáno zamykat si své domy. Němcům bylo zakázáno používat veřejnou dopravu a byli nuceni nosit pásky na rukávu jako identifikační znak. Němečtí obchodníci byli nuceni zavřít své podniky. Někteří jihlavští Češi se pokoušeli Němcům pomoci. Němci byli nuceni seřadit se na náměstí a byli týráni.
Mezi 23. a 26. květnem byli Němci v některých okresech Jihlavy vyhnáni ze svých domovů a pěšky hnáni k rakouským hranicím. V červenci 1945 byli Němci z vesnic jazykového ostrova také vyhnáni ze svých domovů a deportováni do internačních táborů nebo podrobeni nuceným pracím. Internační tábory pro Němce existovaly v Iglau-Helenenthal, Obergoß (Horní Kosov), Stannern (Stonařov), Altenberg (Staré Hory), Friedrichsdorf (Bedřichov u Jihlavy) a Pattersdorf.

### Německy psaná literatura
- ALTRICHTER, Anton: Dörferbuch der Iglauer Sprachinsel. Iglau 1924.
- ALTRICHTER, Anton: Heimatbuch der Iglauer Sprachinsel. Geschichte des Bodens und der Bevölkerung. Iglau 1921.
- GÖTH, Ignaz: 50 Jahre deutsche Schutzarbeit in der Iglauer Sprachinsel. Ein Rückblick. Prag 1930.
- GÖTH, Ignaz: Arbeitsgruss! Festgabe zur dritten hauptversammlung des Deutschen Kulturverbandes Gau "Iglauer Sprachinsel". Iglau 1924.
- GÖTH, Ignaz: Der lachende Iglauer. Eine Stunde Frohsinn aus der Iglauer Sprachinsel. Hohenstadt 1933.
- GÖTH, Ignaz: Heimatbüchlein für die Iglauer Sprachinsel. Prag 1927.
- Heimatspiegel. Der Jahrbuch der Iglauer Sprachinsel. 1. Iglau 1929.
- KOSCH, Marie: Deutsche Volksmärchen aus Mähren beigebunden ist Anton Altrichter Sagen aus der Iglauer Sprachinsel. Hildesheim 1988.
- NERAD, Hubert: Das Iglauer Schwänkebuch. Ein Buch von Bürgern und Bauern, gesammelt in Wirtstuben und auf Ofenbänken. Iglau 1925.